# Terry Curley
Terry Curley (ur. 6 czerwca 1938 w Newcastle, zm. 17 października 2016) – australijski rugbysta, reprezentant kraju, zakonnik, nauczyciel i prawnik.
Uczęszczał do szkoły Marist Brothers w Hamilton oraz St Joseph's College, gdzie odnosił sukcesy ze szkolną drużyną rugby, podjął następnie studia inżynierskie. Po powrocie do Newcastle grał dla lokalnego klubu Wanderers, w latach 1957–1958 otrzymywał także powołania do drużyn reprezentujących NSW Country oraz cały stan, z którymi grał także przeciwko zespołom zagranicznym.
Dobre występy w stanowych barwach dały mu powołanie do reprezentacji kraju, w której zadebiutował przeciwko All Blacks mając niespełna dziewiętnaście lat. Znalazł się następnie w gronie zawodników wybranych do kadry na wyprawę na północną półkulę, podczas której imponując umiejętnościami zagrał w trzydziestu czterech spotkaniach, w tym we wszystkich pięciu testmeczach. Rok później zagrał przeciwko New Zealand Māori, po czym był pewniakiem w składzie na tournée do Nowej Zelandii. Zagrał wówczas w dwunastu z trzynastu spotkań dzięki wysokiej formie zyskując dobre recenzje wśród gospodarzy. Łącznie w latach 1957–1958 rozegrał w barwach Wallabies jedenaście testmeczów.
Po powrocie z tej wyprawy Curley mając lat dwadzieścia ogłosił zakończenie kariery sportowej i wstąpił do zakonu (Marist Brothers). Po ukończeniu sześcioletnich studiów był nauczycielem i trenerem przez sześć lat w Marist Brothers Ashgrove, a następnie w St Joseph's College, gdzie dodatkowo został zastępcą dyrektora. Z dużymi sukcesami trenował szkolne zespoły krykieta i rugby, w tym późniejszych reprezentantów kraju, jak Michael Flynn i Robert Wood. W późniejszych latach był trapiony dolegliwościami neurologicznymi, a lekarze nie mogąc postawić diagnozy zalecili mu całkowitą zmianę stylu życia. Opuścił zatem zakon i podjął studia prawnicze, a po ich ukończeniu podjął praktykę w Sydney. W latach osiemdziesiątych stworzył oddział kancelarii prawniczej Stacks w Port Macquarie, którym następnie kierował, w roku 2002 otworzył natomiast własną praktykę.
Żonaty z Libby, zmarł w wieku 78 lat.